# Chester-le-Street (dystrykt)
Chester-le-Street – były dystrykt w hrabstwie Durham w Anglii. W 2001 roku dystrykt liczył 53 692 mieszkańców.

## Civil parishes
- Bournmoor, Edmondsley, Great Lumley, Kimblesworth and Plawsworth, Little Lumley, North Lodge, Ouston, Pelton, Sacriston, Urpeth i Waldridge[2].